# Volume One
Volume One é o primeiro álbum de estúdio da dupla She & Him, formada por Zooey Deschanel e M. Ward. O álbum foi gravado no outono de 2006 e inverno de 2007 e lançado em 2008.
A canção "Why Do You Let Me Stay Here?" foi número 64 na lista Rolling Stone dos 100 melhores músicas de 2008  e dois vídeos musicais diferentes que foram produzidos. O primeiro vídeo apresentado Zooey Deschanel e M. Ward em uma encenação semi-animado lançado em 2008. [14] O segundo vídeo, lançado em 2009, foi uma colaboração do talento do filme (500) Days of Summer, incluindo co-estrelas Zooey Deschanel e Joseph Gordon-Levitt com o diretor Marc Webb, o coreógrafo Michael Rooney, e o produtor Mason Novick. 

## Recepção crítica
Volume One recebeu críticas quase universalmente positivos, desembarcaram na Village Voice da 'Pazz e Jop "pesquisa como um dos melhores álbuns do ano e foi nomeado o melhor álbum de 2008 pela revista Paste. Patrick Caldwell do Austin American Statesman escreveu "O álbum suavemente divagava através de 13 faixas de sol-dappled pop, com um encanto suave e doce, Orbisonian vocais melancólicos de Deschanel."

## Faixas
Quase todas as canções são escritas e compostas por Zooey Deschanel, exceto faixas 8 (Robinson) 11 (Lennon / McCartney) e 12 (Schwartzman / Deschanel)
| Volume One |                                                       |         |  |
| N.º        | Título                                                | Duração |  |
| 1.         | "Sentimental Heart"                                   | 2:36    |  |
| 2.         | "Why Do You Let Me Stay Here?"                        | 2:30    |  |
| 3.         | "This Is Not A Test"                                  | 3:30    |  |
| 4.         | "Change Is Hard"                                      | 3:03    |  |
| 5.         | "I Thought I Saw Your Face Today"                     | 2:50    |  |
| 6.         | "Take It Back"                                        | 2:37    |  |
| 7.         | "I Was Made For You"                                  | 2:30    |  |
| 8.         | "You Really Got a Hold On Me" (William Robinson, Jr.) | 3:59    |  |
| 9.         | "Black Hole"                                          | 2:12    |  |
| 10.        | "Got Me"                                              | 2:45    |  |
| 11.        | "I Should Have Know Better" (Lennon–McCartney)        | 3:38    |  |
| 12.        | "Sweet Darlin'" (Z. Deschanel/J. Schwartzman)         | 2:40    |  |
| 13.        | "Swing Low, Sweet Chariot" (Traditional)              | 1:36    |  |

## Desempenho nas paradas musicais
| Parada musical (2008)            | Melhor Posição |
| -------------------------------- | -------------- |
| The Billboard 200                | 71             |
| Billboard Top Independent Albums | 8              |